# Coupe de La Réunion de football 2012
Navigation
Édition précédente Édition suivante
La Coupe de La Réunion de football 2012 est la 46e édition de la compétition.

## Seizièmes de finale
Programmes des rencontres
| Division | Club                             | Résultat      | Club                | Division | Lieu                                    | Date, heure        |
| -------- | -------------------------------- | ------------- | ------------------- | -------- | --------------------------------------- | ------------------ |
| (D1P)    | US Stade Tamponnaise             | 7-0           | ASC Grand Bois      | (D2D)    | Stade Klébert Picard (Le Tampon)        | 11 juillet - 20h30 |
| (D1P)    | Saint-Pauloise FC                | 3-2ap         | CO Saint-Pierre     | (D2R)    | Stade Paul-Julius-Bénard (Saint-Paul)   | 13 juillet, 20h30  |
| (D2R)    | JS Piton Saint-Leu               | 3-2           | Etoile du Sud       | (D2D)    | Stade Saint-Leu (Saint-Leu)             | 14 juillet, 17h30  |
| (D1P)    | SS Rivière Sport                 | 4-0           | Ravine Blanche Club | (D2D)    | Stade Théophile-Hoarau (Saint-Louis)    | 14 juillet, 20h00  |
| (D1P)    | JS Saint-Pierroise               | 8-0           | AS Bretagne         | (D2D)    | Stade Michel Volnay (Saint-Pierre)      | 14 juillet, 20h00  |
| (D2R)    | ES Entre-Deux                    | 1-2           | SS Saint-Louisienne | (D1P)    | Stade Bas du Ruisseau (L'Entre-Deux)    | 14 juillet, 20h00  |
| (D2D)    | OCSA Léopards                    | 0-2ap         | SS Jeanne d'Arc     | (D1P)    | Stade Baby-Larivière (Saint-André)      | 14 juillet, 20h00  |
| (D2R)    | US Bénédictine                   | 0-0, 4 - 3tab | AS Eperon           | (D2R)    | Stade Jean Allane (Saint-Benoît)        | 14 juillet, 20h00  |
| (D1P)    | AS Possession                    | 2 -1          | ARC Bras-Fusil      | (D2R)    | Stade Youri-Gagarine (La Possession)    | 14 juillet, 20h00  |
| (D1P)    | AS Marsouins                     | 5-1           | SS Gauloise         | (D2R)    | Stade Saint-Leu (Saint-Leu)             | 14 juillet, 20h30  |
| (D2R)    | Trois-Bassins FC                 | 1-1, 5 - 4tab | AS Capricorne       | (D2R)    | Stade Sainte-Alme (Trois-Bassins)       | 15 juillet, 15h00  |
| (D1P)    | AS Excelsior                     | 0 -1          | ACS Redoute         | (D2R)    | Stade Raphaël-Babet (Saint-Joseph)      | 15 juillet, 16h00  |
| (D2R)    | Entente Sainte-Suzanne/Bagatelle | 0 - 1         | AJ Petite-Île       | (D2R)    | Stade Georges Repiquet (Sainte-Suzanne) | 15 juillet, 16h00  |
| (D2R)    | SDEFA                            | 1-2           | US Sainte-Marienne  | (D1P)    | Stade de La Redoute (Saint-Denis)       | 15 juillet, 16h00  |
| (D1P)    | Saint-Denis FC                   | 1 - 0         | AS Poudrière        | (D2D)    | Stade Jean-Ivoula (Saint-Denis)         | 15 juillet, 16h00  |
| (D2D)    | AEFC Ouest                       | 1-1, 5 - 6tab | FC Avirons          | (D1P)    | Stade Paul-Julius-Bénard (Saint-Paul)   | 15 juillet, 16h00  |

## Huitièmes de finale
Programmes des rencontres
| Division | Club                | Résultat | Club                 | Division | Lieu                                 | Date, heure     |
| -------- | ------------------- | -------- | -------------------- | -------- | ------------------------------------ | --------------- |
| (D1P)    | JS Saint-Pierroise  | 4-2      | ACS Redoute          | (D2R)    | Stade Michel Volnay (Saint-Pierre)   | 14 août, 20h30  |
| (D1P)    | SS Saint-Louisienne | 3-1      | US Bénédictins       | (D2R)    | Stade Théophile-Hoarau (Saint-Louis) | 14 août, 20h30  |
| (D1P)    | FC Avirons          | 0-2      | US Stade Tamponnaise | (D1P)    | Stade Paulo Brabant (Les Avirons)    | 14 août, 20h30  |
| (D2R)    | Trois-Bassins FC    | 1-3      | Saint-Denis FC       | (D1P)    | Stade Saint-Alme (Trois-Bassins)     | 15 août, 15h00  |
| (D2R)    | JS Piton Saint-Leu  | 1-5      | Saint-Pauloise FC    | (D1P)    | Stade Saint-Leu (Saint-Leu)          | 15 août, 15h00  |
| (D1P)    | SS Rivière Sport    | 3-1      | AJ Petite-Île        | (D2R)    | Stade Théophile-Hoarau (Saint-Louis) | 15 août, 16h00  |
| (D1P)    | AS Possession       | 1-2ap    | SS Jeanne d'Arc      | (D1P)    | Stade Youri-Gagarine (La Possession) | 15 août, 16h00  |
| (D1P)    | AS Marsouins        | 2-3ap    | US Sainte-Marienne   | (D1P)    | Stade Saint-Leu (Saint-Leu)          | 15 août - 17h30 |

## Quarts de finale
Programmes des rencontresnote: toutes les rencontres cités ci-dessous ont lieu sur des terrains neutres
| Division | Club                 | Résultat      | Club               | Division | Lieu                                  | Date, heure       |
| -------- | -------------------- | ------------- | ------------------ | -------- | ------------------------------------- | ----------------- |
| (D1P)    | US Stade Tamponnaise | 1-0           | JS Saint-Pierroise | (D1P)    | Stade Théophile-Hoarau (Saint-Louis)  | 27 octobre, 20h00 |
| (D1P)    | SS Saint-Louisienne  | 1-2           | Saint-Denis FC     | (D1P)    | Stade Paul-Julius-Bénard (Saint-Paul) | 27 octobre, 20h00 |
| (D1P)    | US Sainte-Marienne   | 2-1 ap        | Saint-Pauloise FC  | (D1P)    | Stade Jean-Ivoula (Saint-Denis)       | 3 novembre, 19h30 |
| (D1P)    | SS Jeanne d'Arc      | 2-2, 5 - 3tab | SS Rivière Sport   | (D1P)    | Stade Saint-Leu (Saint-Leu)           | 3 novembre, 19h30 |

## Demi-finales
Programmes des rencontresnote: toutes les rencontres cités ci-dessous ont lieu sur des terrains neutres
| Division | Club                 | Résultat      | Club               | Division | Lieu                                  | Date, heure       |
| -------- | -------------------- | ------------- | ------------------ | -------- | ------------------------------------- | ----------------- |
| (D1P)    | US Stade Tamponnaise | 3-0           | SS Jeanne d'Arc    | (D1P)    | Stade Jean-Ivoula (Saint-Denis)       | 1 décembre, 20h00 |
| (D1P)    | Saint-Denis FC       | 0-0, 5 - 4tab | US Sainte-Marienne | (D1P)    | Stade Paul-Julius-Bénard (Saint-Paul) | 2 décembre, 17h30 |

## Finale
| 9 décembre 2012 17h30 GMT | Saint-Denis FC | 1 - 0 | US Stade Tamponnaise | Stade Jean Ivoula, Saint-Denis |                          |
|                           |                |       | Hazem 60e            | Arbitrage : Steeve Dubec       | Arbitrage : Steeve Dubec |

## Sources
- (fr) Site de la LRF (Ligue Réunionnaise de Football)